# Distathma sordidula
Distathma sordidula là một loài tò vò trong họ Ichneumonidae.